# Ozodicera (Dihexaclonus) perfuga
Ozodicera (Dihexaclonus) perfuga is een tweevleugelige uit de familie langpootmuggen (Tipulidae). De soort komt voor in het Neotropisch gebied.